# Boston Beigel Yeah!
Boston Beigel Yeah! ist das Debütalbum der deutschen Indie-Rockband Speed Niggs aus Detmold in Ostwestfalen. Es wurde im Herbst 1989 veröffentlicht. Das ursprünglich nur als LP erschienene und schon bald vergriffene Album wurde 1995 als CD neu veröffentlicht.

## Einordnung
Das Album erschien rund ein halbes Jahr nach Gründung der Band und wurde im damals einflussreichen Musikmagazin Spex zur Platte des Monats gekürt. Die Band, die durchweg aus unbekannten Musikern bestand, wurde so in der deutschen Indie-Musikszene mit einem Schlag bekannt.
Das Album klingt wie eine unfertige Demoaufnahme und orientiert sich musikalisch an Musikern wie Jimi Hendrix, das Songwriting erinnert an Neil Young.
Zu hören ist auch der Einfluss damals angesagter amerikanischer Gitarrenbands wie den Lemonheads oder Dinosaur Jr. Der Bezug zu diesen Bands, die alle aus Boston stammten, ist im Albumtitel angedeutet.

### Kritik
Dem Album und der Band wurde häufig mangelnde Innovation und Kreativität vorgeworfen. Erstaunlich ist, dass sich der Kopf der Speed Niggs, Christopher Uhe, später stark an experimentellen Bands wie Sonic Youth und Musikern wie Beck orientierte. Von diesem Einflüssen ist auf Boston Beigel Yeah! noch wenig zu hören.

### Cover
Die Zeichnung auf dem Cover stammt von dem maltesisch-amerikanischen Comiczeichner Joe Sacco. Das Schwarz-Weiß-Bild zeigt einen Punk, der es sich mit einer Tequilaflasche inmitten eines Untergangszenarios auf einem Liegestuhl gemütlich macht.

## Titelliste

### LP

#### Seite A
1. Fancy Clothes – 5:00
2. Ain´t no more Fun – 2:58
3. Suicide Night – 4:50
4. The Way I like it – 2:57
5. Watery Eyes (akustisch) - 1:42
6. Crawl Baby – 4:35

#### Seite B
1. Pull it out – 5:11
2. Bush Hog Ride – 2:18
3. Beautiful this Way – 2:48
4. Frat Slob – 5:05
5. Winterlong – 4:05
6. Bundy – 3:25

Alle Songs wurden von Christopher Uhe und/oder den Speed Niggs geschrieben, Winterlong von Neil Young.

#### Zusatztracks der 1995 veröffentlichten CD
1. My Pal (God) – 3:16
2. Gray isn´t Black (Das Damen) – 2:01
3. Lotta Love (Neil Young) – 2:08
4. I could never take the Place of your Man (Prince) – 3:09
5. All the Same (akustisch) – 2:46
6. You ain´t going Nowhere (Bob Dylan) –
7. She´s got Balls (AC/DC) – 3:31

Bei allen Songs handelt es sich um Coverversionen der angegebenen Bands und Musiker. Der Song All the Same von Christopher Uhe  auch auf dem Album 667 - Right between the Dicks 1991 veröffentlicht.
Bei dem Song Ain´t going Nowhere mit Evan Dando von den Lemonheads handelt es sich um eine Liveaufnahme aus dem Ecstacy in Berlin.